# Minyip
Minyip är en ort i Wimmeraregionen i Victoria, Australien. Samhället är beläget 300 kilometer nordväst om Melbourne och hade enligt 2021 års folkräkning 525 invånare.
Minyips huvudsakliga industri är sädesodling och orten fungerar som centrum för det omkringliggande jordbrukslandskapet.
Doktorn kan komma spelades in i Minyip, men i tv-serien kallades orten Coopers Crossing.

## Befolkning
| Befolkningsutvecklingen i Minyip 1881–2021 | Befolkningsutvecklingen i Minyip 1881–2021 | Befolkningsutvecklingen i Minyip 1881–2021 | Befolkningsutvecklingen i Minyip 1881–2021 | Befolkningsutvecklingen i Minyip 1881–2021 |
| ------------------------------------------ | ------------------------------------------ | ------------------------------------------ | ------------------------------------------ | ------------------------------------------ |
|                                            |                                            |                                            |                                            |                                            |
| År                                         |                                            |                                            | Folkmängd                                  |                                            |
| 1881                                       | 1881                                       |                                            | 421                                        |                                            |
| 1911                                       | 1911                                       |                                            | 1 134                                      |                                            |
| 1961                                       | 1961                                       |                                            | 710                                        |                                            |
| 1996                                       | 1996                                       |                                            | 475                                        |                                            |
| 2001                                       | 2001                                       |                                            | 435                                        |                                            |
| 2006                                       | 2006                                       |                                            | 461                                        |                                            |
| 2011                                       | 2011                                       |                                            | 667                                        |                                            |
| 2016                                       | 2016                                       |                                            | 524                                        |                                            |
| 2021                                       | 2021                                       |                                            | 525                                        |                                            |
|                                            |                                            |                                            |                                            |                                            |